# Enrico Luceri
Enrico Luceri (Roma, 12 febbraio 1960) è uno scrittore italiano di gialli.

## Biografia
Laureato in Ingegneria, lavora dalla metà degli anni ottanta in società di impiantistica per progetti.
Appassionato di Agatha Christie, che è tra i suoi modelli letterari, e del giallo deduttivo, è autore di romanzi, di una settantina di racconti e di sceneggiature, oltre che di saggi sul cinema, tra cui Storia del cinema giallo thrilling italiano presentato a puntate sulla rivista Sherlock Magazine edita da Delos Books.
Nel 2008 ha vinto il Premio Tedeschi.
Pubblica articoli in appendice alla collana I Classici del Giallo Mondadori, nella sezione "I segreti del giallo".

## Opere

### Libri
- Vita segreta di uno scrittore di gialli, Magnetica, 2006
- Profondo come un pozzo, Il Melograno, 2006
- Il mio volto è uno specchio, Il Giallo Mondadori n.2967, 2008
- Le strade di sera, Hobby & Work, 2012
- Buio come una cantina chiusa, Il Giallo Mondadori n.3082, 2013
- Dietro questo sipario, Damster, 2017
- L’ora più buia della notte, Il Giallo Mondadori n.3162, 2017
- Tre indizi fanno una prova, Mauro Pagliai editore, 2017
- Lo sguardo dell’abisso, DrawUp, 2019 (ISBN-10: 8893691728)
- Il vizio del diavolo, Oltre edizioni, 2020 (ISBN-13: 978-8899932626)
- La stanza del silenzio, Fratelli Frilli, 2021

#### Serie del Commissario Tonio Buonocore
1. Le colpe dei figli, Il Giallo Mondadori n.3126, 2015
2. Le notti della luna rossa, Il Giallo Mondadori n.3184, 2019
3. Linea retta, Il Giallo Mondadori n.3200, 2021
4. Il giorno muore lentamente, Il Giallo Mondadori n.3215, 2022
5. Il tempo corre piano, Il Giallo Mondadori n.3231, 2023
6. L’ombra dei vecchi peccati, Il Giallo Mondadori n. 3249, 2025

#### In collaborazione
- Sabina Marchesi ed Enrico Luceri Solo dopo il crepuscolo, Damster, 2016
- Enrico Luceri e Antonio Tentori, La voce del buio, Mondoscrittura, 2017
- Marzia Musneci ed Enrico Luceri, La donna di cenere, Damster, 2018
- Sabina Marchesi ed Enrico Luceri Chi ha spento la luce, Bertoni editore, 2019 (ISBN-10: 883197386X)
- Giulio Leoni, Enrico Luceri e Massimo Pietroselli, Gli archivi segreti della sezione M: Gli agenti di Guglielmo Marconi-La valle dei risorti, TEA, 2019 (ISBN-13: 978-8867025459)
- Giulio Leoni, Enrico Luceri e Massimo Pietroselli, Gli archivi segreti della sezione M: Il sussurro del diavolo-Il segreto di Agarthi, TEA, 2019 (ISBN-13: 978-8867025640)
- Giulio Leoni, Enrico Luceri e Massimo Pietroselli Gli archivi segreti della sezione M: L'uomo impossibile-La luce del Vril, TEA, 2019 (ISBN-13: 978-8867025657)
- Giulio Leoni, Enrico Luceri e Massimo Pietroselli Gli archivi segreti della sezione M: Il mistero dell'homunculus - Il segreto dell'alchimista, TEA, 2019 (ISBN-13: 978-8867025732)
- Giulio Leoni, Enrico Luceri e Massimo Pietroselli Gli archivi segreti della sezione M: L'albergo delle due Dalie - La notte dei non morti, TEA, 2019 (ISBN-13: 978-8867026050)
- Enrico Luceri e Antonio Tentori, Il prossimo novilunio, Oltre edizioni, 2020 (ISBN-13: 979-1280075086)

### Saggi
- Storia del cinema giallo thrilling italiano, rivista Sherlock Magazine, Delos, 2007÷2014

#### In collaborazione
- Luigi Cozzi ed Enrico Luceri, Giallo Pulp, Profondo rosso, 2018
- Sabina Marchesi ed Enrico Luceri, La porta sul giallo, Prospettiva, 2010 (ISBN-13: 978-8874186266)

### Ebook
- Lacrime di donne tradite, Delos, 2015
- Punto improprio, Delos, 2016
- Uno, due, stringi le mie mani tra le tue, FlimFlam, 2016
- Ancora domenica, Delos, 2017
- Chiudere il giro, Delos, 2020

#### In collaborazione
- Andrea Franco ed Enrico Luceri, Fata Morgana, Delos, 2015

## Premi
- 2008 - Premio Tedeschi con il romanzo Il mio volto è uno specchio